# Catenoy

Catenoy este o comună în departamentul Oise, Franța. În 1 ianuarie 2022 avea o populație de 1.080 de locuitori.